# Narodowe Siły Rezerwowe

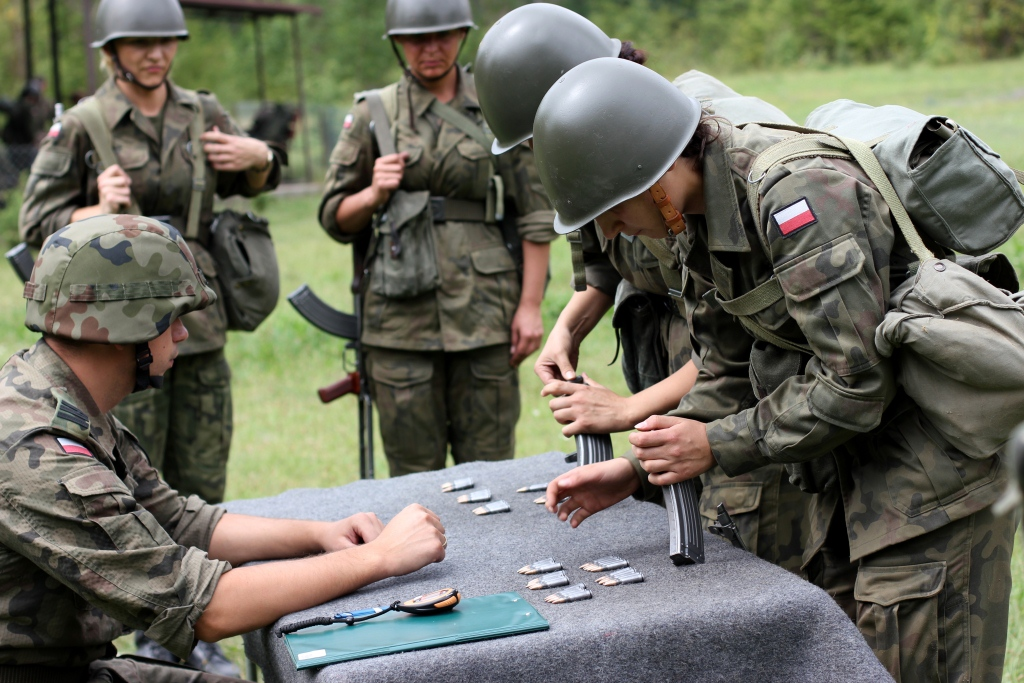
Żołnierze NSR podczas jednego ze szkoleń

Narodowe Siły Rezerwowe (NSR) – zniesiona obywatelska ochotnicza służba wojskowa powstała w Polsce w drugiej połowie 2010 roku na mocy zmian w ustawie o powszechnym obowiązku obrony Rzeczypospolitej Polskiej (Dz.U. z 2021 r. poz. 372). W 2018 roku liczyły około 12 tysięcy żołnierzy. Narodowe Siły Rezerwowe nie były osobnym rodzajem Sił Zbrojnych RP, lecz miały na celu zapewnienie kadr dla uzupełnienia etatów w każdym z pięciu rodzajów Sił Zbrojnych RP.

## Armia
Narodowe Siły Rezerwowe tworzyli żołnierze rezerwy, którzy ochotniczo zawarli kontrakt na pełnienie służby wojskowej w rezerwie i pozostają w dyspozycji do wykonywania zadań w przypadku realnych zagrożeń militarnych i niemilitarnych, zarówno w kraju, jak i poza granicami państwa. Był to wyselekcjonowany, ochotniczy zasób żołnierzy rezerwy, posiadających przydziały kryzysowe na określone stanowiska służbowe w jednostkach wojskowych.
Rezerwista, za dzień służby, otrzymywał 1/30 miesięcznego uposażenia przysługującego na danym stopniu wojskowym. Po podpisaniu kontraktu nie mógł być zwolniony z pracy. Otrzymywał prawo do wojskowej opieki medycznej oraz był ubezpieczony od wypadków podczas wykonywania zadań, takich jak ćwiczenie umiejętności strzeleckich, udzielanie pierwszej pomocy, podejmowanie akcji ratunkowych podczas klęsk żywiołowych, czy też pilnowanie obiektów strategicznych. Rezerwiści integrowali także społeczność lokalną.

## Zadania NSR

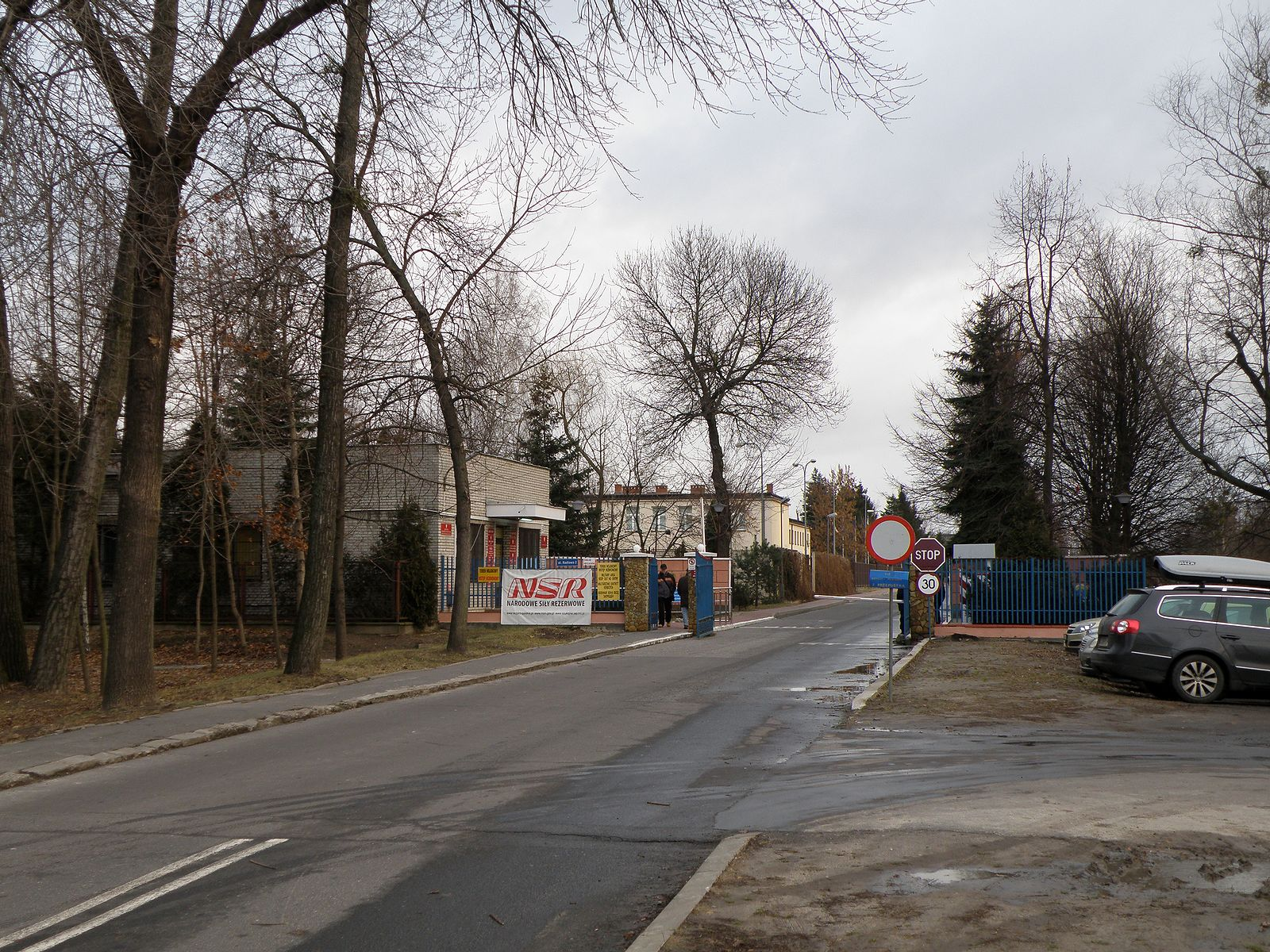
Brama do kompleksu wojskowego w Warszawie przy ul. Radiowej z logo NSR

Podstawowe zadania NSR wynikały z przeznaczenia Sił Zbrojnych i realizacji przez nie konstytucyjnych zadań w zakresie zapewnienia bezpieczeństwa kraju i potrzeb obronnych państwa. Narodowe Siły Rezerwowe stanowiły także wzmocnienie potencjału jednostek wojskowych realizujących zadania z zakresu zarządzania kryzysowego, tj. biorących udział w: zwalczaniu klęsk żywiołowych i likwidacji ich skutków, ochronie mienia oraz zdrowia i życia ludzkiego, akcjach poszukiwawczych oraz ratowniczych, a także w oczyszczaniu terenu z materiałów wybuchowych i niebezpiecznych pochodzenia wojskowego oraz ich unieszkodliwianiu. Ponadto żołnierze NSR służyli uzupełnianiu stanowisk wojskowych w strukturach polskich kontyngentów wojskowych poza granicami państwa.

## Służba przygotowawcza
Służba przygotowawcza została wprowadzona w celu gromadzenia zasobów osobowych na potrzeby Narodowych Sił Rezerwowych. Ten nowy rodzaj służby wojskowej był przeznaczony przede wszystkim dla ochotników, którzy zamierzają podjąć obowiązki w ramach NSR, lecz wcześniej nie pełnili jakiegokolwiek rodzaju czynnej służby wojskowej. Służba przygotowawcza wychodziła również naprzeciw oczekiwaniom osób, które identyfikowały się ze służbą wojskową, jednak nie zamierzały na stałe wiązać się z zawodem żołnierza.
Czas trwania służby przygotowawczej wynosił:
- dla żołnierza kształcącego się na oficera – do sześciu miesięcy;
- dla żołnierza kształcącego się na podoficera – do pięciu miesięcy;
- dla żołnierza kształcącego się na szeregowego – do czterech miesięcy.

## Rekrutacja
Aby zostać żołnierzem NSR należało zgłosić się do właściwej ze względu na miejsce zamieszkania wojskowej komendy uzupełnień, gdzie udzielana była szczegółowa informacja dotycząca trybu przyjęcia do służby wojskowej w ramach Narodowych Sił Rezerwowych oraz zasad pełnienia tej służby. W przypadku złożenia przez żołnierza rezerwy wniosku o zawarcie kontraktu, rozpoczynała się jednocześnie procedura kwalifikacyjna.